# 1928

## أحداث
- تأسيس مدينة اوبيرا وتقع حاليا في الأرجنتين.
- تأسيس مدينة نيكايا وتقع حاليا في اليونان.
- تأسيس مدينة بويرتو أرمويلس[الإنجليزية] وتقع حاليا في بنما.
- تأسيس مدينة ماريليا وتقع حاليا في البرازيل.
- 14 أبريل : زلزال يضرب بلغاريا ويخلف 1735 جريحا و107 قتيلا.

### يناير
- 1 يناير - إستونيا تغير عملتها من المارك إلى الكرون.
- 6 يناير - 7 يناير - نهر التيمز يفيض في لندن فيغرق 14 يغرق.
- 17 يناير - الشرطة السرية الروسية تعتقل تروتسكي في موسكو، وقد اتخد حالة من المقاومة السلبية.
- 26 يناير - ظهور جزيرة كراكاتوا البركانية.
- 28 يناير - حدوث معركة الرقعي بين الكويتيين والإخوان (إخوان من أطاع الله).
- 31 يناير - نفي تروتسكي إلى ألما آتا.

### فبراير
- 11 فبراير - افتتاح الدورة الألعاب الأولمبية الشتوية 1928 في سانت موريتز في سويسرا.
- 12 فبراير - تساقط البـَرد الثقيل يقتل 11 في انكلترا.
- 20 فبراير - برلمان معلق يتنج في اليابان بعد انتخابات عامة.

### مارس
- 12 مارس -
  - مالطا تصبح دومينيون بريطانية.
  - في ولاية كاليفورنيا، انهيار سد سانت فرانسيس شمال لوس أنجلوس، ما أسفر عن مصرع 600 شخص.
- 15 مارس - أحداث 15 مارس، الحكومة اليابانية تشن حملة على الاشتراكيين والشيوعيين.
- 21 مارس - حصول تشارلز لندبرغ على ميدالية الشرف لقيامه بأول رحلة طيران عابرة للمحيط الأطلسي.
- 28 مارس - تأسيس جماعة الإخوان المسلمين.

### أبريل
- نيسان - اكتمال المقطع الأخير من النص الأصلي لقاموس أوكسفورد الإنجليزي وبات جاهزاً للنشر.
- 12 أبريل - هجوم بالقنابل على الزعيم الفاشي الإيطالي بنيتو موسوليني في ميلانو فيـُـقتل 17 من المارة.
- 22 أبريل - زلزال يدمر 200.000 مبنى في كورنث.

### مايو
- 3 مايو - أحداث جينان، نزاع مسلح بين جيش اليابان الإمبراطوري المتحالف مع أمراء الحرب في الصينية الشمالية ضد جيش الكومينتانغ الجنوبي، حدث في جينان بالصين.
- 15 مايو - عرض فلم الرسوم المتحركة القصير الطائرة المجنونة من استوديوهات ديزني في لوس أنجلوس، وأول ظهور لميكي وميني ماوس.
- 23 مايو - هجوم بالقنابل ضد القنصلية الإيطالية في بوينس آيرس يقتل 22 ويجرح 43.
- 24 مايو - تحطم سفينة هوائية إيطالية في القطب الشمالي، أحد شاغليها هو الجنرال الإيطالي أمبرتو نوبيلي.
- 30 مايو - بعثة إنقاذ تغادر إلى القطب الشمالي.

### يوليو
- 28 يوليو - افتتاح دورة الألعاب الأولمبية رسمياً في مدينة أمستردام الهولندية.

## مواليد
- لؤلؤة بنت عبد العزيز آل سعود، إحدى بنات الملك عبدالعزيز.
- سلطانة بنت عبد العزيز آل سعود، إحدى بنات الملك عبدالعزيز.
- آندي وارهول
- أحمد العسال
- أحمد محمود نجيب
- أرئيل شارون
- أرنستو تشى جيفارا
- أليكسيي أليكسييفتش أبريكوسوف
- أوسامو تيزوكا
- أوسامو شيمومورا
- أوغست إيفردينغ
- إبراهيم عثمان
- إدوارد شيفردنادزه
- إرنستو تشي جيفارا
- إلياس جيمس كوري
- إميل أنتونيو
- إنريكي بولانيوس
- إنيو موريكوني
- إيلي ويسل
- البشير بن يحمد
- باولو مندس دا روشا
- بلعيد عبد السلام
- بن عبد المالك رمضان
- بول بوت
- بيار دكاش
- بيير كوليفورد
- بيير موروا
- تركي الهنداوي
- توم لانتوس
- تومي دوكيرتي
- جابر العلي السالم الصباح
- جامبييرو بونيبيرتي
- جان ماري لوبان
- جعفر السبحاني
- جنكيز أيتماتوف
- جون فوربس ناش
- جيغمي دورجي وانغشوك
- جيمس راندي
- جيمس غارنر
- جيمس واتسون
- حسين سالم
- خالد الحسن
- دانيال ناتان
- دوروتيا كلاينه
- دومينيك بيهان
- دومينيكو مودونيو
- ديدي
- راؤول فيتالي
- رابح لطفي جمعة
- رفعت جبريل
- رينوس ميتشيلز
- ستانلي كوبريك
- سلمى الخضراء الجيوسي
- سليمان المشيني
- سوني ليستون
- سيد مكاوي
- شاذل طاقة
- شكور أبو غزالة
- صادق الأسود
- عائشة راتب
- عادل أدهم
- عبد الحي أديب
- عبد الرزاق الزيد الخالد
- عبد الرزاق الشققي
- عبد الرسول الإحقاقي
- عبد العزيز القرجي
- عبد العظيم رمضان
- عبد القادر الأرناؤوط
- عبد اللطيف الفيلالي
- عبد الله بن عقيل بن سليمان العقيل
- عبد الله ناصح علوان
- عدنان انجيلة
- عربي عواد
- عز الدين إبراهيم
- علاء الدين الأعرجي
- علي صالح السعدي
- علي كافي
- علي نويتو
- غونار أنديرسون
- فرانسوا ريميتير
- فرانشيسكو كوسيغا
- فرانك بورمان
- فريدنسرايش هوندرتفاسر
- فوميكو ماكي
- فيديل فالديس راموس
- فيصل المطوع
- فيليب ك. ديك
- كارل وويس
- كاميلي نينل
- كريس هاولاند
- كريستيان برنارد
- كمال ناصر
- ليلى كرم
- مسلم بن نفل
- مارتن كوبر
- مانفريد كيرلاخ
- محمد أركون
- محمد الحسيني الشيرازي
- محمد الطاهر الفرقاني
- محمد الطاهر رويس
- محمد سيد طنطاوي
- محمد مهدي عاكف
- محمود حافظ برانق
- مخايل الضاهر
- مشهور حديثة الجازي
- مصطفى مراردة
- منير بشير
- موسى الصدر
- ميشال إده
- ناكاماتسو يوشيرو
- نعوم تشومسكي
- نهاد قلعي
- نيك هولنياك
- نيكولا حايك
- هربرت كرومر
- ياسف سعدي
- يحيى بن مبروك
- يعقوب الباحسين
- يوجي أكاو
- أحمد بن يحيى النجمي
- إيفاريستو مارتيلو باومان

### يناير
- 5 يناير -
  -  ذو الفقار علي بوتو رئيس وزراء باكستان.
  -  سلطان بن عبد العزيز آل سعود ولي العهد السعودي.

### فبراير
- 4 فبراير -  جمال حمدان الجغرافي المصري.
- 6 فبراير -  والتر أوفنبيرغ، إحاثي أمريكي.
- 14 فبراير -  سيرجي كابيتسا: عالم فيزياء.
- 27 فبراير -  آريل شارون رئيس وزراء دولة إسرائيل.

### مارس
- 6 مارس -  جابرييل جارسيا ماركيز، روائي كولومبي.

### مايو
- 4 مايو -  محمد حسنى مبارك، رئيس جمهورية مصر العربية.

### يونيو
- 4 يونيو -  موسى الصدر، عالم دين ومفكر وسياسي شيعي.
- 14 يونيو -  تشي جيفارا، الثائر الأرجنتيني.
- 17 يونيو -  إرنست هايتش، عالم لغة كلاسيكي ألماني.
- 18 يونيو -  محمد مفتح عالم دين وسياسي شيعي إيراني، ومن شخصيات الثورة الإسلامية في إيران.

### أغسطس
- 22 أغسطس - محمد عبد العزيز حصان، قارئ مصري.

### سبتمبر
- 1 سبتمبر -  أحمد الوائلي، شاعر وعالم دين شيعي عراقي.
- 22 سبتمبر -  مهدي عاكف المرشد العام الأسبق لجماعة الإخوان المسلمون.

### أكتوبر
- 3 أكتوبر - آلفين توفلر، كاتب ومفكر أمريكي.
- 24 أكتوبر - محمد بهشتي، عالم دين وسياسي شيعي إيراني ومؤسسي الحزب الجمهوري الإسلامي وكان رئيس السلطة القضائية ورئيس مجلس الثورة الإسلامية ومجلس الخبراء في إيران.

### ديسمبر
- 7 ديسمبر -  ناعوم تشومسكي، عالم اللغويات الأمريكي.

## نال جائزة نوبل
- في الفيزياء – البريطاني أوين ريتشاردسن.
- في الكيمياء – الألماني أدولف فينداوس.
- في الطب – الفرنسي شارل نيكول.
- في الأدب – النرويجية سيغريد أوندست.
- في السلام – محجوبة.